# Vatakara
Vatakara oder auch Vadakara (Malayalam: വടകര; früher Badagara) ist eine Stadt im indischen Bundesstaat Kerala, die zum Bezirk Kozhikode gehört.
Im Jahr 2011 hatte Vatakar eine Bevölkerung von 687.265 Einwohnern.
Die Stadt war die historische Hauptstadt der Kurumba, eines in dieser Region beheimateten Stammes. Ein Teil dieses Gebiets gehörte zum Königreich Kolathunadu, während der andere vom Zamorín abhing. Die Stadt wurde als Zentrum eines Vasallenstadtstaates namens Kadathanadu konstituiert. Ab dem 16. Jahrhundert entwickelte sich die Stadt zu einem kommerziellen Seehafen.
Es liegt an der Küste des Arabischen Meeres, auf halber Strecke zwischen Cananor und Calicut am Highway 66, am nördlichen Ufer der Mündung des Kuttiyadi River.